# Washim
Washim ist eine Stadt im indischen Bundesstaat Maharashtra. Die Stadt liegt im Ostteil des Bundesstaates, in der Nähe des geografischen Zentrums Indiens.
Die Stadt ist der Verwaltungssitz des gleichnamigen Distrikts Washim. Washim hat den Status eines Municipal Council. Die Stadt ist in 27 Wards gegliedert. Sie hatte am Stichtag der Volkszählung 2011 78.387 Einwohner, von denen 40.262 Männer und 38.125 Frauen waren. Hindus bilden mit einem Anteil von über 63 % die Mehrheit der Bevölkerung in der Stadt. Die Alphabetisierungsrate lag 2011 bei 89,09 % und damit deutlich über dem nationalen Durchschnitt.
Washim war früher als Vatsagulma bekannt und war das Machtzentrum der Vakataka-Dynastie. König Sarvasena, der zweite Sohn von Pravarsena I gründete die heutige Stadt im 3. Jahrhundert.
Der Bahnhof von Washim liegt an der Strecke Purna nach Khandwa. Washim ist durch die State Highways mit allen wichtigen Städten Maharashtras verbunden.